# 伊特比

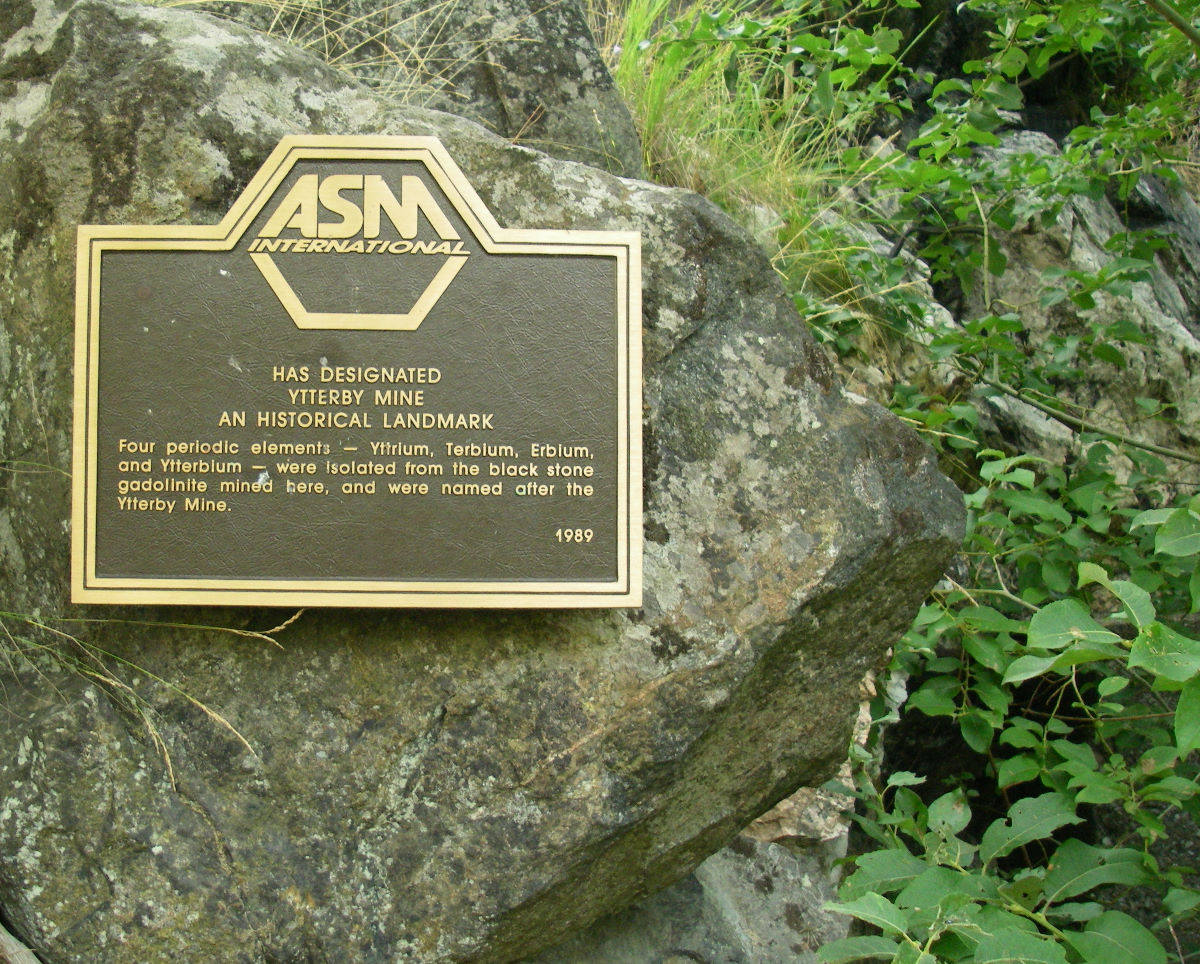
伊特比礦場入口處的牌匾

伊特比（瑞典語：Ytterby）是瑞典東岸的村落，位於斯德哥爾摩群島中瓦克斯霍爾姆市鎮。這個村的名字意為「外村」。村落因礦石中發現7種新化學元素而聞名，是世界上發現最多元素的單一地點。在該村發現的新元素都以斯堪的納維亞、瑞典、斯德哥爾摩或伊特比命名。

## 化學史
- 1843年，瑞典化學家卡爾·古斯塔夫·莫桑德（Carl Gustaf Mosander）發現2種新元素：釔（yttrium，Y）和鋱（terbium，Tb）。
- 1878年，瑞士化學家讓-夏爾·加利薩·德馬里尼亞（Jean-Charles Galissard de Marignac）發現新元素鐿（ytterbium，Yb）。
- 1879年，瑞典化學家佩爾·提奧多·克勒夫（Per Teodor Cleve）和拉斯·弗雷德里克·尼爾森發現鉺（erbium，Er）、鈥（holmium，Ho）、鈧（scandium，Sc）[1]和銩（Tm）。

其中，釔（yttrium，Y）、鋱（terbium，Tb）、鐿（ytterbium，Yb）和鉺（erbium，Er）四种元素是以伊特比命名的。
1989年，美國國際金屬學會將伊特比礦場列為「歷史地標」，並在礦場已廢棄的入口處豎立紀念牌匾。